# Carlo Alberto Neri
Carlo Alberto Neri (Montevarchi, 21 giugno 1950 – Arezzo, 16 gennaio 2025) è stato un pianista, direttore d'orchestra e compositore italiano.

## Biografia
Ha studiato con i maestri Nardi, Rosati e Donatoni e si è diplomato al Conservatorio di Firenze.
Ha insegnato al Conservatorio di Bologna e Cesena, dal 1980  è titolare di Pianoforte Principale al Conservatorio di Perugia.
È autore di composizioni sinfoniche, cameristiche e didattiche: “Touring Club, dove andare in vacanza”, per 3 attori ed ensemble (Commissionata dalla New York University, Carnegie Hall 1988), “Suite Breve Hiroshima” per pianoforte archi e timpani, "Montevideo Guitar Concert" per chitarra ed orchestra, “Icaro's Flight” per voce recitante, pianoforte e quintetto a fiati, “Etesios Ethos” per violino clarinetto e pianoforte, “Suite per 2 flautisti” , “4 Frammenti per chitarra” , “3 Invenzioni dodecajazz” per pianoforte, “Res” per pianoforte e nastro magnetico, “2 Episodi” per oboe e violoncello, “Self-Service Album” per vari strumenti, “Libro Rosso”,100 brani per uso didattico. Ha altresì elaborato per pianoforte coro ed orchestra la "Leggenda San Francesco di Paola cammina sulle onde" di Franz Liszt e per pianoforte ed archi due brani tratti dalle Sonate di Ludwig van Beethoven.
Ha effettuato concerti alla Carnegie Hall di New York, Teatro Regio, Teatro La Fenice, Metropolitan, Biennale di Venezia, Rai Tv, Festivals ed orchestre di New York, San Pietroburgo, Varsavia, Manchester, Salisburgo, Tokio.
Ha inoltre collaborato con Roberto Fabbriciani, Severino Gazzelloni, Giuseppe Di Stefano, Magda Olivero, Katia Ricciarelli, Cecilia Gasdia, Roberto Michelucci e realizzato spettacoli con attori quali Arnoldo Foà, Nando Gazzolo, Giulio Bosetti, Riccardo Cucciolla, Andrea Giordana. 
Ha effettuato registrazioni discografiche di opere classiche e contemporanee per la RCA, Charleston, Xerces, tra cui l'esecuzione integrale dell'”Arte della Fuga” di Johann Sebastian Bach ed è invitato spesso da Accademie ed  Università di Europa, Stati Uniti e Giappone a tenere Master Class, Seminari, Corsi di Interpretazione pianistica, di direzione d'orchestra e composizione ed a far parte di giurie di Concorsi internazionali.
Nel 2004 è stato nominato Direttore principale della "Kammerorchester Serenaden Salzburg” di Salisburgo.

## Riconoscimenti accademici
Ha ricevuto numerosi premi tra cui l'“Award” e “Cattedra Honoris Causa” ( New York 1985-1987).
I più grandi autori gli hanno dedicato opere (John Cage, Franco Donatoni, Karlheinz Stockhausen, Milko Kelemen, Paolo Renosto, Sylvano Bussotti, Goffredo Petrassi, Jaques Castérède, Julien François Zbinden, Brian Ferneyhough etc..); da lui poi realizzate in prima esecuzione mondiale;